# Tennistoernooi van Londen 1970
Het tennistoernooi van Londen van 1970 werd van maandag 15 tot en met zaterdag 20 juni 1970 gespeeld op de grasbanen van het Queen's Club. De officiële naam van het toernooi was Queen's Club Championships.
Het vrouwentoernooi werd gewonnen door de Australische Margaret Court.
Bij de mannen won de Australiër Rod Laver het toernooi.
Het Britse/Australisch duo Winnie Shaw en Owen Davidson versloegen het Australische koppel Evonne Goolagong en Bob Giltinan met 8–6, 13–11 in de finale van het gemengd dubbelspel.
Het toernooi bestond uit twee delen:
- ATP-toernooi van Londen 1970, het toernooi voor de mannen (15 – 20 juni)
- WTA-toernooi van Londen 1970, het toernooi voor de vrouwen (15 – 20 juni)

ATP-toernooi van Londen‎ – WTA-toernooi van Londen

1968 · 1969 · 1970 · 1971 · 1972 · 1973 · geen toernooi 1974–1976 · ATP-toernooi 1977–2024 · 2025